# 鄭鏞 (商人)
鄭鏞（潮州话拼音方案：den7 iong5），又名鄭偃，是一位在暹羅（今泰國）的潮商人。他是鄭昭的父親。
根據四十二梅居士《鄭昭傳》的說法，鄭鏞原名鄭達，是潮州府澄海縣华富村（今屬汕頭市澄海区广益街道）人。鄭達早年曠蕩不羈，同鄉人稱他為「歹子達」（「歹子」在潮州話中是「浪子」之意）。雍正年間，因貧困且不為同鄉人所容，乘船前往暹羅的大城王朝的華富里經商。他以賭為生，漸漸致富，改名鄭鏞，改為擺攤做生意。後來成為暹羅徵稅官，:770獲得「坤拍」的爵位。娶暹羅女子諾央，生鄭昭。